# Prova di Jominy

Esecuzione della prova di Jominy: raffreddamento con acqua (a sinistra) e prova di durezza (a destra). Sono mostrate le impronte lasciate durante la prova di durezza: tanto più piccola è l'impronta, tanto più elevata è la durezza del materiale.

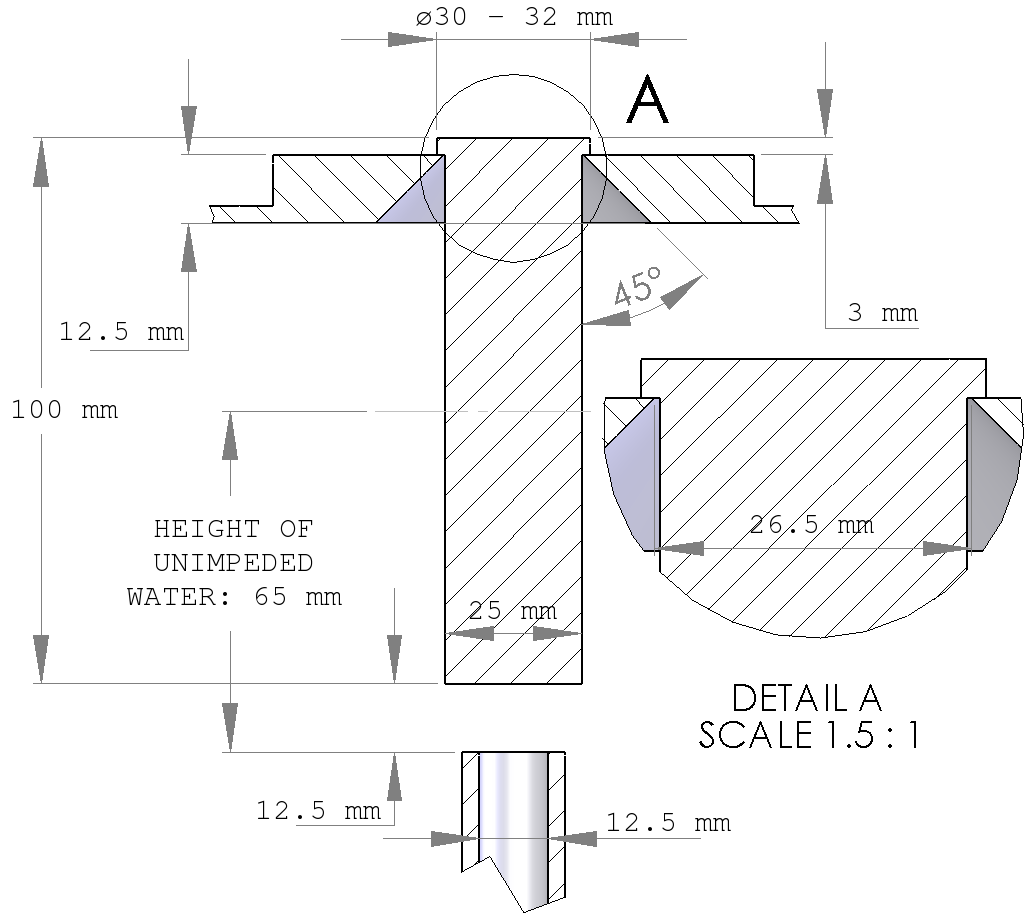
Dimensioni dell'apparecchiatura utilizzata nella prova di Jominy

La prova di Jominy si utilizza in metallurgia per esaminare il comportamento dell'acciaio in risposta ai trattamenti termici, verificando in particolare la penetrazione della durezza in profondità (variazione della durezza dalla superficie al cuore). Dalla prova si ricavano inoltre indicazioni sull'attitudine dell'acciaio a subire un trattamento di indurimento (tempra).
La prova è stata inventata nel 1937 da Walter E. Jominy (1893-1976) e A.L. Boegehold che erano metallurgisti nei laboratori della divisione ricerca della General Motors.  Per il suo lavoro pionieristico nei trattamenti a caldo, Jominy è stato premiato dall'ASM International (American Society for Metals) con il suo Albert Sauveur Achievement Award nel 1944.  Jominy è stato presidente dell'ASM nel 1951.
La prova si basa essenzialmente su misure di durezza effettuate su un provino di 25 mm di diametro e della lunghezza di 100 mm sottoposto a riscaldamento e poi raffreddato ad un'estremità mediante un getto d'acqua controllato.
Per la prova si utilizzano un forno elettrico a muffola con annesso dispositivo Jominy, una rettificatrice piana e un durometro.
Il dispositivo è costituito essenzialmente da un supporto che presenta al centro un'apertura circolare di 26 mm, 
a 110 mm sotto l'apertura è posto un ugello con foro di efflusso di 13 mm (con l'asse allineato col centro dell'apertura); l'estremità inferiore del provino, quando è alloggiato nel supporto, viene a trovarsi alla distanza di 13 mm dal foro di efflusso dell'acqua.
La corretta portata di raffreddamento (l'altezza libera del getto deve risultare di 65 mm) viene misurata indirettamente basandosi sul diametro della calotta d'acqua che si origina in seguito all'urto del getto contro l'estremità piana del provino.
La prova è normata secondo la UNI EN ISO 642.

## Fasi della prova
1. Si scalda il provino ad una temperatura superiore ad A3, che dipende dal materiale del provino, cioè circa 870 °C (temperatura di austenitizzazione sopra i punti critici)  - il provino viene inserito in un'apposita camicia al fine di ridurre l'effetto ossidante sulla superficie dello stesso - e lo si mantiene a tale temperatura per circa 30 minuti
2. Si toglie il provino dalla camicia e lo si posiziona nel minor tempo possibile sull'apposito supporto (circa 5 secondi). Si apre quindi la valvola dell'acqua la quale dovrà trovarsi a temperatura compresa tra 5 °C e 30 °C, inoltre l'acqua dovrà avere una velocità di efflusso costante onde evitare raffreddamenti anomali, si applica quindi il principio di Torricelli con il quale si nota che la velocità dell'acqua è funzione dell'altezza, mantenendo costante l'altezza del pelo libero dell'acqua presente in un serbatoio anche la velocità dell'acqua sarà costante.

L'altezza del pelo libero all'interno del serbatoio è mantenuta costante tramite un galleggiante che apre e chiude un rubinetto, quando il livello dell'acqua scende, il galleggiante apre il rubinetto dal quale fuoriesce l'acqua, arrivati ad un'altezza predefinita, il galleggiante, alzandosi, tappa il rubinetto impedendo quindi all'acqua di uscire.
In tal modo il livello dell'acqua si mantiene più o meno costante dando quindi al getto una velocità di efflusso più omogenea. 
1. A pezzo completamente raffreddato si ricava mediante lavorazioni di rettifica o fresatura una pista rettilinea lungo la generatrice asportando 0,38 mm di metallo.
2. Si effettuano sulla pista rettificata le misure di durezza HRC alle distanze unificate: 
  - la prima prova a 1,5 mm dall'estremità;
  - la seconda a 1,5 mm dalla prima;
  - le prove successive con intervalli di 2 mm fino a 15 mm totali dall'estremità;
  - dopo i 15 mm intervalli da 5 mm o a piacere.

Il provino è fissato su un'incudine Jominy sul quale sono presenti delle tacche che rispettano le distanze a cui si devono effettuare le prove di durezza. Le misure effettuate vengono riportate su una tabella standard mediante la quale si ricava la curva di durezza e la si confronta con le curve note.